# Topograficzna Karta Królestwa Polskiego

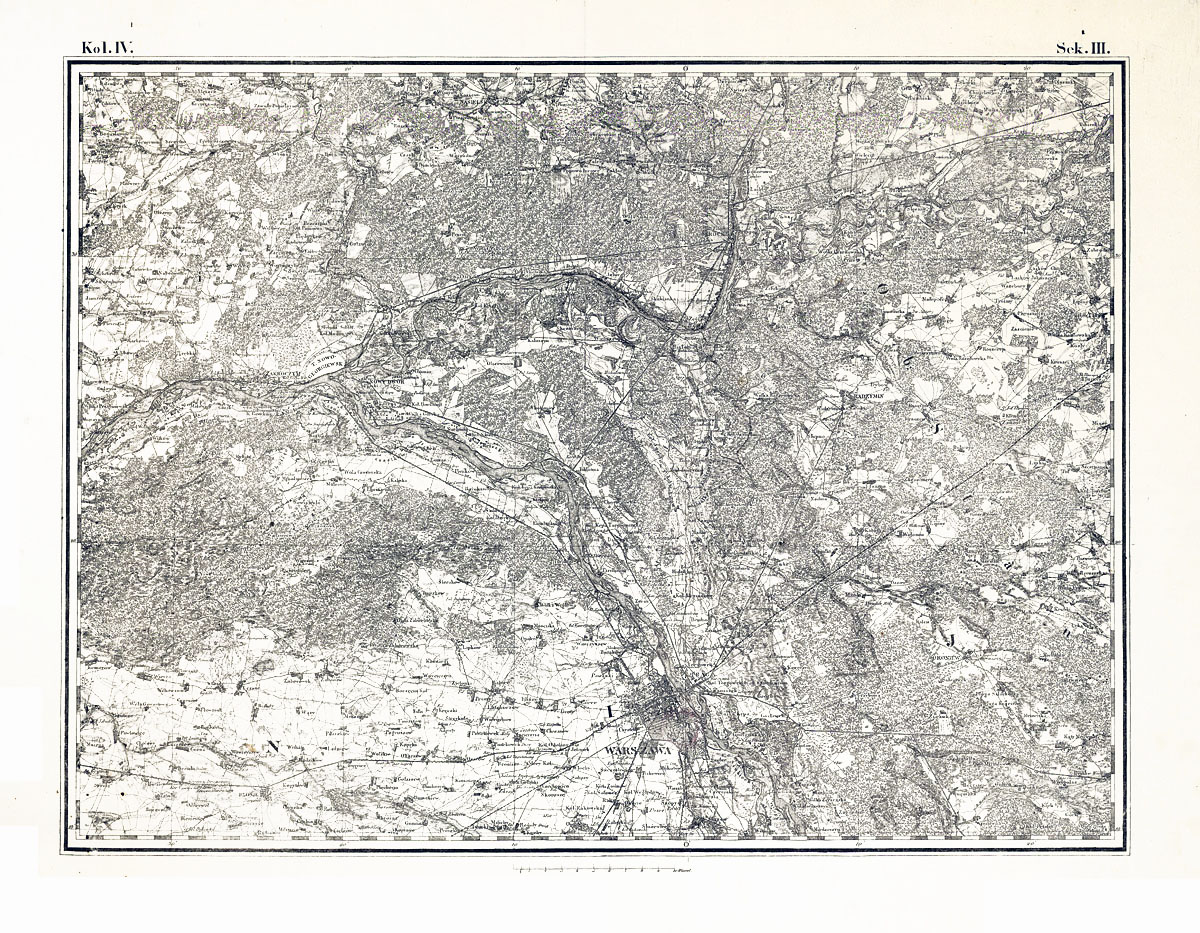
Przykładowa mapa z serii "Topograficzna Karta Królestwa Polskiego", arkusz Warszawa – z pierwszego wydania 1843

Topograficzna Karta Królestwa Polskiego (zwana także potocznie Mapą Kwatermistrzostwa) jest wydaną w 1843 r., w skali 1:126 000, 59 arkuszową mapą topograficzną przedstawiająca obszar Królestwa Polskiego. Mapa ta uznawana jest za jedno ze szczytowych osiągnięć polskiej kartografii w XIX w.

## Historia
W armii Królestwa Kongresowego, powołano po 1815 r. komórkę odpowiedzialną za przygotowanie map i prowadzenie pomiarów na potrzeby Wojska Polskiego – zorganizowaną w ramach Kwatermistrzostwa Sztabu Generalnego Wojska Polskiego. Od 1822 r., podjęto prace mające na celu opracowanie mapy topograficznej Królestwa Polskiego w skali 1:126 000. W tym celu rozpoczęto wykonywanie zdjęć topograficznych w skali 1:42 000. Powołany w 1828 r. Korpus Topografów w Sztabie Generalnym armii rosyjskiej, nie brał udziału w pracach na terenie Królestwa Kongresowego, w związku z tym mapę opracowała w początkowym okresie jedynie kadra polska.
W pracach nad mapą wykorzystano częściowo przygotowane wcześniej przez Prusy i Austrię mapy terenów przygranicznych, które zostały ponownie zaktualizowane, dla reszty terenów Królestwa przygotowywano własną sieć triangulacyjną. Jako początek układu współrzędnych przyjęto miejsce przecięcia się południka warszawskiego 38°50' (na wschód od Ferro) z równoleżnikiem 52°00', a mapę wykonano w odwzorowaniu pseudostożkowym równopolowym Bonne'a.
Do wybuchu powstania listopadowego opracowano około 27 sekcji w skali 1:126 000, natomiast kolejne 6 sekcji było w trakcie kończenia. W źródłach znajdują się sprzeczne informacje co do wykorzystania arkuszy tych map przez Wojsko Polskie w trakcie powstania, pewnym jest że niektóre sekcje zostały przygotowane do druku (wraz z wyrytowaniem na płytach drukarskich) – natomiast brak potwierdzonych informacji o ich wydaniu.
Po stłumieniu powstania, Rosjanie zlikwidowali Kwatermistrzostwo, a pracę nad mapą przejął Korpus Topografów armii rosyjskiej. Projekt ten był jednak w dalszym ciągu prowadzony w większości przez polskich oficerów (poza tymi, którzy zginęli w trakcie powstania oraz grupą objętą represjami lub zmuszoną do emigracji) zgodnie z założeniami sprzed 1831 r.
W 1843 komplet map został wydany w Petersburgu pod tytułem Topograficzna Karta Królestwa Polskiego, jako wydanie rosyjskie dedykowane Mikołajowi I. Jako datę druku wskazano 1839 r. (rok zakończenia pomiarów terenowych). Sprzedaż na rynku cywilnym była możliwa dopiero od 1857 r., wcześniej mapę traktowano jako materiał tajny.
W okresie późniejszym na bazie doświadczeń zebranych przy tworzeniu tej mapy, Korpus Topografów wykonał mapy dla innych terenów imperium rosyjskiego w skali 1:126 000 (tzw. mapy trzywiorstowe) – Wojskowo – Topograficzne mapy Rosji europejskiej.

## Charakterystyka
Obszar Królestwa Kongresowego, przedstawiono na 59 arkuszach map, treść została oznaczona w języku polskim, natomiast legenda zawierająca około 60 obiektów w języku polskim, rosyjskim i francuskim. Rzeźba terenu odwzorowana metodą kreskową.
Arkusze mapy są jednokolorowe, o wymiarze 20' długości i 20' szerokości geograficznej – rozmiar rzeczywisty arkuszy to około 60 cm x 45 cm.